# Leonard Strasz
Leonard Strasz herbu Odrowąż (zm. po 18 stycznia 1588 roku) – burgrabia krakowski w latach 1563–1577, dworzanin królewski w 1566 roku, sekretarz królewski od 1571 roku, kalwinista.
Poseł województwa sandomierskiego na sejm lubelski 1566 roku, sejm 1567 roku, sejm 1569 roku (zaprzysiągł i podpisał akt unii lubelskiej), sejm konwokacyjny 1573 roku, sejm koronacyjny 1574 roku, sejm 1578 roku, sejm 1582 roku, sejm konwokacyjny 1587 roku.
Podpisał konfederację warszawską 1573 roku.